# Abolboda sprucei
Abolboda sprucei là một loài thực vật hạt kín trong họ Hoàng đầu. Loài này được Malme mô tả khoa học đầu tiên năm 1933.